# Marcus Walz
Marcus Cooper Walz (* 3. Oktober 1994 in Oxford) ist ein spanischer Kanute. Er gewann 2016 bei den Olympischen Sommerspielen im Kajak-Einer über 1000 m Olympiagold.

## Persönliches
Walz wurde im englischen Oxford als Sohn eines Engländers und einer aus Heidelberg stammenden Deutschen geboren. Bereits drei Monate nach seiner Geburt trennten sich seine Eltern und seine Mutter zog mit ihrem Sohn auf die spanische Insel Mallorca, wo bereits Verwandtschaft seiner Mutter lebte. Mit 12 Jahren begann Walz eher zufällig mit dem Kanutraining im Club Nautico in Portopetro, einem Fischerdorf im Südosten Mallorcas. Mit 15 Jahren wurde er ob seiner Leistungen in ein Trainingszentrum nach Asturien delegiert, später wechselte er nach Madrid ins Blume-Zentrum. In Madrid studiert Walz derzeit auch Medieninformatik.

## Sportliche Erfolge
Bei den Weltmeisterschaften im August 2014 in Moskau machte der damals erst 19-jährige Spanier erstmals auf sich aufmerksam. In einer äußerst knappen Entscheidung gewann Walz mit Bronze über 500 m im Kajak-Einer die einzige Medaille für Spanien. Ein Jahr darauf konnte Walz in Mailand mit seinem Partner Diego Cosgaya im Kajak-Zweier über 500 m Silber erkämpfen. Im olympischen Finale im Einer-Kajak über 1000 Meter in Rio de Janeiro galt Walz nicht als Medaillenkandidat, sein Olympiasieg kam daher überraschend. Bei den Weltmeisterschaften 2017 in Račice wurde Walz mit Partner Rodrigo Germade im Zweier-Kajak über 500 m erstmals Weltmeister, im Vierer-Kajak gewann er über dieselbe Distanz Silber. Zuvor war er schon in Plowdiw mit dem Vierer-Kajak über 1000 m Europameister geworden. 2018 in Montemor-o-Velho und 2019 in Szeged wiederholte er jeweils im Vierer-Kajak den zweiten Platz bei den Weltmeisterschaften, während er 2018 in Belgrad in dieser Disziplin Europameister wurde. Außerdem wurde er mit Rodrigo Germade Vizeeuropameister im Zweier-Kajak über 500 Meter. 2021 gewann er mit Germade auch die Weltmeisterschaften in Kopenhagen in dieser Disziplin.
Bei den ebenfalls 2021 ausgetragenen Olympischen Spielen in Tokio trat Walz im Vierer-Kajak über 500 Meter an. Zusammen mit Saúl Craviotto, Carlos Arévalo und Rodrigo Germade erreichte er das Finale, in dem sie hinter Deutschland und vor der Slowakei als Zweite die Ziellinie überquerten und die Silbermedaille gewannen. Ein Jahr darauf wurde Walz in Dartmouth im Vierer-Kajak über 500 Meter Weltmeister. Bei den Olympischen Spielen 2024 in Paris gewann er im Vierer-Kajak über 500 Meter mit Craviotto, Arévalo und Germade mit Bronze eine weitere Medaille.